# A Sötét angyal epizódjainak listája
A Sötét angyal (eredeti cím: Dark Angel) 2000-ben bemutatott amerikai sci-fi drámasorozat, melyet James Cameron és Charles H. Eglee alkotott meg.

## 1. évad (2000–2001)
| #   | Cím | Eredeti cím                    | Író(k)                                                                         | Rendező             | Eredeti bemutató   |
| --- | --- | ------------------------------ | ------------------------------------------------------------------------------ | ------------------- | ------------------ |
| 1.  | "Pilot" | Pilot                          | James Cameron és Charles H. Eglee                                              | David Nutter        | 2000. október 3.   |
| 1.  | 2009-ben 12 génmanipulált gyermek megszökik egy titkos katonai létesítményből. 10 évvel később Max Guevera, a 12 szökevény egyike, biciklisfutárként dolgozik Seattle városában, emellett betörőként fedezi elveszett társai kutatásának költségeit. Egy éjszakai besurranás alkalmával találkozik Logan Cale-lel, aki A szempár néven tevékenykedve igyekszik jobbítani a Lökés utáni korrupt világon. Nehézkesen indul be az együttműködésük, de miután a férfi lebénul, Max válik legfőbb szövetségesévé.      |                                |                                                                                |                     |                    |
| 2.  | "Tüzelés" | Heat                           | Patrick Harbinson                                                              | Michael Katleman    | 2000. október 10.  |
| 2.  | Hosszas kutatás után Logan megtalálja azt a nőt, aki segített Max szökésében. Hannah egy katonák által őrzött szigeten él. Max elhatározza, hogy viszonzásképpen kiszabadítja jótevőjét; egykori kiképzője, Lydecker azonban pont erre számít. |                                |                                                                                |                     |                    |
| 3.  | "Kiütve" | Flushed                        | René Echevarria és Charles H. Eglee                                            | Terrence O'Hara     | 2000. október 17.  |
| 3.  | Abban a hiszemben, hogy drogproblémái vannak, lakótársa, Kendra és legjobb barátnője, Cindy lehúzzák Max gyógyszerét a WC-n. A gyógyszer nélkül azonban Max halálra van ítélve, ezért betör egy kórházba, de elkapják és börtönbe kerül. |                                |                                                                                |                     |                    |
| 4.  | "A Pénz Ural Mindent a Világon" | C.R.E.A.M.                     | David Zabel                                                                    | Chris Long          | 2000. október 31.  |
| 4.  | Max munkatársa, Sketchy segítségére siet, amikor az elhagy egy fontos csomagot (amit nem mellesleg az orosz maffia bízott rá). Ezalatt Logant egy eltűnt apja után kutató fiatal lány keresi fel. |                                |                                                                                |                     |                    |
| 5.  | "Nyomok a homályból" | 411 On The DL                  | Doris Egan                                                                     | Joe Ann Fogle       | 2001. november 14. |
| 5.  | A tizenegy szökevény felkutatásával megbízott nyomozót holtan találják, pedig nagyon úgy fest, hogy forró nyomon volt Zack megtalálásában. Eközben Logan volt felesége is feltűnik a színen, de lehet, hogy nem teljesen jó szándékkal. |                                |                                                                                |                     |                    |
| 6.  | "Csodagyerek" | Prodigy                        | Patrick Harbinson (teleplay) Charles H.Eglee & René Echevarria (story)         | David Jackson       | 2000. november 21. |
| 6.  | Max és Lydecker egy genetikai tárgyú konferencián vesznek részt. A hallgatóságot azonban egy terroristacsoport túszul ejti. Logan felajánlja magát a női túszok helyett, és együtt igyekeznek vérengzés nélkül megoldani a kényes szituációt. |                                |                                                                                |                     |                    |
| 7.  | "Enyhítő hideg" | Cold Comfort                   | Jose Molina                                                                    | Jefery Levy         | 2000. november 28. |
| 7.  | Max és Zack egy harmadik sorstársuk, Brin nyomára bukkan: egy szigorúan őrzött hadibázison tartják fogva, hogy a Manticore technológiáját külföldre eladják. Testvérük kiszabadítására csakis úgy nyílik lehetőség, ha szövetkeznek Lydeckerrel. |                                |                                                                                |                     |                    |
| 8.  | "Bla bla és hajrá!" | Blah Blah Woof Woof            | Moira Kirland Dekker                                                           | Paul Shapiro        | 2000. december 12. |
| 8.  | Most, hogy Lydecker látta az arcát, Max rákerül a körözési lista élére egy olyan gyilkosságért, amit nem ő követett el. Zack és Logan segítségével sikerül elmenekülnie, de visszafordul a kanadai határról, amikor értesül róla, hogy Logan műtétje rosszul sikerült, és a férfinak szüksége lehet rá. |                                |                                                                                |                     |                    |
| 9.  | "Ki vele!" | Out                            | David Zabel                                                                    | Sarah Pia Anderson  | 2000. január 9.    |
| 9.  | Logant elrabolja egy nagyhatalmú bűnöző, hogy kiszedje belőle A szempár kilétét. Max természetesen a segítségére siet. |                                |                                                                                |                     |                    |
| 10. | "Vörös széria" | Red                            | Jose Molina & David Zabel (teleplay) René Echevarria & Charles H.Eglee (story) | Michael Katleman    | 2001. január 16.   |
| 10. | Max elvállalja a polgármester elleni per koronatanújának védelmét. De egyre inkább úgy tűnik, hogy ő maga az, aki veszélyben van, ugyanis a titokzatos "vörös széria" a nyomában van. |                                |                                                                                |                     |                    |
| 11. | "Mű-gond" | Art Attack                     | Doris Egan                                                                     | James Contner       | 2001. február 6.   |
| 11. | Max elkíséri Logant unokatestvére esküvőjére. Eközben a futárszolgálatnál elkeveredik egy küldemény. A dühös megrendelő pedig Normal, a főnök életével fenyegetőzik. Így Max kénytelen magára hagyni Logant az esküvőn. |                                |                                                                                |                     |                    |
| 12. | "Lebukás" | Rising                         | Moira Kirland Dekker & Doris Egan (teleplay) Jose Molina & David Zabel (story) | Duane Clark         | 2001. február 13.  |
| 12. | A vörös szériások, az emberfeletti erejű dél-afrikai szuperkatonák túszul ejtik Cindyt. Max élete és álcája kockáztatásával is a segítségére siet. Logan viszont a lánytól kapott vérátömlesztésnek köszönhetően kezd újra talpra állni. |                                |                                                                                |                     |                    |
| 13. | "A második szökés" | The Kids Are Aiight            | René Echevarria és Charles H. Eglee                                            | Jeff Woolnough      | 2001. február 20.  |
| 13. | Zacknek sikerül megszöknie Lydecker fogságából, értesíti hollétéről Maxet, majd együtt igyekeznek figyelmeztetni a többi szökevényt az őket fenyegető veszélyre. Nem is sejtik azonban, hogy a szökés valójában Lydecker terve, aki így próbál "gyermekei" nyomára akadni. Ùgy néz ki sikerrel, hiszen Tinga le is lepleződik és menekülnie kell. |                                |                                                                                |                     |                    |
| 14. | "Nő a baj" | Female Trouble                 | Patrick Harbinson                                                              | John Kretchmer      | 2001. március 13.  |
| 14. | Egyre inkább úgy fest, hogy Logan visszakényszerül a tolószékbe. Ezt elkerülendő egy exmanticore-os orvosnő segítségét kéri, és igyekszik ezt Max elől eltitkolni. Max kíváncsisága azonban elnyomhatatlan: kikémleli, hogy hova jár a férfi. Épp időben, a Manticore ugyanis a doktornő halálát akarja. |                                |                                                                                |                     |                    |
| 15. | "Haven" | Haven                          | Jose Molina                                                                    | Michael Rhodes      | 2001. március 27.  |
| 15. | Max és Logan vidéken töltenek egy közös hétvégét. Max pihenni jött, Logan azonban egy nyomozásához gyűjt anyagot. Egy rövid vita után azonban rá kell jönniük, hogy a kisváros múltja sötét titkokat rejteget, és akár az életük is veszélybe kerülhet. Ráadásul Max eddigi legsúlyosabb rohama miatt nem igazán harcképes. |                                |                                                                                |                     |                    |
| 16. | "Szerelmes barátnők" | Shorties In Love               | Adisa Iwa                                                                      | Paul Shapiro        | 2001. április 17.  |
| 16. | Cindy hosszú idő elteltével ismét találkozik első szerelmével Diamonddal. Sem ő, sem Max nem gyanítja azonban, hogy Diamond nem sokkal azelőtt szökött meg a börtönből, ahol tudta nélkül vírusokkal kísérleteztek rajta. A két lány szerelme felhőtlennek ígérkezik, de hamarosan felbukkannak a lány üldözői is. Max vonakodva bár, de a segítségére siet. |                                |                                                                                |                     |                    |
| 17. | "Pollo Loco" | Pollo Loco                     | Doris Egan                                                                     | Thomas J. Wright    | 2001. április 24.  |
| 17. | Sorozatosan bukkannak elő vonalkód-tetoválású holttestek a Seattle környéki erdőkből. Max és Logan a legrosszabbra gondol, azonban rá kell döbbenniük: lehet, hogy a Manticore egyik szökevénye, Ben a gyilkos. Max testvére nyomába ered, hogy kiderítse az igazságot. |                                |                                                                                |                     |                    |
| 18. | "Én, és én a kamera" | I And I Am A Camera            | David Simkins                                                                  | Jeff Woolnough      | 2001. május 1.     |
| 18. | Max felfedezi, hogy egy emberfeletti képességű igazságosztó járja Seattle utcáit. Eközben valaki frissen szabadult elítélteket gyilkol, szemtanú azonban egy esetben sincs. A nyomozás során Max és Logan rájönnek, hogy a lebegő szemek, amiket Logan nagybátyjának cége gyárt, nem csak megfigyeléseket végeznek. A cég fegyverkísérleteket is folytat, melynek eredményében a Manticore és annak vezetője, Dr. Elizabeth Renfro is érdekelt.                                                                   |                                |                                                                                |                     |                    |
| 19. | "Testvéri szeretet" | Hit A Sista Back               | Moira Kirland Dekker                                                           | James Whitmore, Jr. | 2001. május 8.     |
| 19. | Tingának sikerült ugyan Kanadába menekülnie, Lydecker mégis rátalál férjére és kisfiára, akik azóta is őt keresik. Lydecker hamarosan rájön, hogy Tinga fia örökölte anyja képességeit, így már a gyermeket is meg akarja szerezni. Max, Zack és Tinga a kisfiú megmentésén fáradozik, azonban minden jel arra mutat, hogy Tingának fel kell áldoznia szabadságát fiáért cserébe. |                                |                                                                                |                     |                    |
| 20. | "Miaú" | Meow                           | David Zabel                                                                    | D.J. Caruso         | 2001. május 15.    |
| 20. | Logan és Max találkozásuk első évfordulójára készülnek, amire a férfi meglepetéssel készül, sikerült megjavítania a hadsereg által kifejlesztett exoskeletont, melynek segítségévél fel tud állni a tolószékből. Max azonban kerüli a találkozást, mivel macskagénjeinek "hála" ismét tüzel. Zack eközben Tinga nyomára bukkan, akit Renfro ejtett foglyul, hogy a Manticore tudta nélkül kísérleteket folytasson rajta. A szöktetés azonban kudarcba fullad: Zack megsebesül, Max pedig Lydecker fogságába esik… |                                |                                                                                |                     |                    |
| 21. | "Önfeláldozás" | …And Jesus Brought A Casserole | René Echevarria és Charles H. Eglee                                            | Joe Ann Fogle       | 2001. május 22.    |
| 21. | …Lydecker végre ráeszmél, hogy a Manticore őt is elárulta, ezért felajánlja segítségét a központ elpusztításához. Max hisz neki, s a szövetségtől ódzkodó Zack vezetésével a maradék X5-ösök, Logan és Lydecker ostromra indulnak. A terv azonban balul sül el, Max súlyos sérülést szerez. Zack feláldozza magát, hogy megmentse, azonban lehet, hogy Max életét még így sem lehet megmenteni. |                                |                                                                                |                     |                    |

## 2. évad (2001–2002)
| #   | Cím | Eredeti cím            | Író(k)                                                                                | Rendező             | Eredeti bemutató     |
| --- | --- | ---------------------- | ------------------------------------------------------------------------------------- | ------------------- | -------------------- |
| 22. | "Nevezd meg!" | Designate This         | Moira Kirland Dekker                                                                  | Jeff Woolnough      | 2001. szeptember 28. |
| 22. | Max újra a Manticore foglya, ezúttal azonban már az első pillanattól fogva a szökést tervezi, hogy ismét karjaiba zárhassa Logant. Nem is sejti azonban, hogy érintése végzetes lehet a férfi számára, a Manticore ugyanis egy speciális vírus hordozójává tette, amely csak Loganre halálos. Közben tenyészpárt is kap, Alecet, aki úgy tűnik, hogy segíthet neki az angolos távozásban. A szökés során Max megismerkedik a kutyaszerű Joshua-val, aki Sandemannek, a Manticore alapítójának első teremtménye. Eközben Logan még három hónap elteltével sem adja fel a reményt és minden eszközzel igyekszik leleplezni a Manticore-t, amiben az S1W nevű mozgalom oszlopos tagja, Asha segíti. Max és Logan csak az első csók után tudják meg a kettős játékot űző Alectől, hogy ellenszer nélkül a férfi életét veszti. Max így kénytelen visszatérni a Manticore-ba, melyet a leleplezéstől tartó Renfro lángba borított. Max végül nemcsak az antiszérumot szerzi meg, de a Manticore valamennyi lakóját is kiszabadítja. |                        |                                                                                       |                     |                      |
| 23. | "Végezz velük!" | Bag'em                 | Marjorie David                                                                        | Vern Gillum         | 2001. október 5.     |
| 23. | A kormány egy különleges ügynököt, Ames White-ot küldi a Manticore nyomainak eltüntetésére, és teremtményeinek likvidálására. Max felelősnek érezvén magát "családjáért", a segítségükre siet. Közben kiderül, hogy Max az X-szériások között is egyedülálló: DNS-e egyetlen selejtes génpárt sem tartalmaz, de hogy ez mit jelent, egyelőre még ő sem sejti. |                        |                                                                                       |                     |                      |
| 24. | "Garanciajegy" | Proof Of Purchase      | Tommy Thompson                                                                        | Thomas J. Wright    | 2001. október 12.    |
| 24. | Alec White fogságába esik, életéért cserébe meg kell ölnie három másik Manticore-ost. Egyik célpontja Joshua lesz, a másik Max, végül azonban pont ők ketten segítenek neki megszabadulni White-tól. Ennek ára azonban, hogy a vírust továbbra sem sikerül semlegesíteni: Max és Logan így továbbra sem érinthetik meg egymást. Ezalatt a Manticore múltját kutató Lydecker egy titokzatos szekta nyomaira bukkan, majd nem sokkal később nyomtalanul eltűnik. |                        |                                                                                       |                     |                      |
| 25. | "Szerelmi négyszög" | Radar Love             | Michael Angeli                                                                        | Jeff Woolnough      | 2001. október 26.    |
| 25. | Egy rejtélyes vírus szedi áldozatait Seattle kínai negyedében. Mivel ezalatt a Manticore egy szörnyszülötte is feltűnik a helyszín közelében, ezért a pánikra hajlamos lakosság őt teszi felelőssé a halálesetekért. Max és Logan azonban kiderítik, hogy a fertőzés hátterében White áll, aki így akarja megszabadítani a várost a mutánsoktól. Joshua pedig Sandeman elhagyott otthonában talál magának búvóhelyet. |                        |                                                                                       |                     |                      |
| 26. | "Kifordult világ" | Boo                    | Moira Kirland Dekker & Charles H. Eglee                                               | Les Landau          | 2001. november 2.    |
| 26. | Halloween ünnepén mindenki maszkot visel. Joshua ezt látva úgy hiszi, ez az este ideális a számára, hogy kimozduljon otthonról, anélkül, hogy mindenki megijedne kutyaszerű külsejétől. Max azonban ellenzi az ötletet, ezért Joshua beleegyezik abba, hogy otthon marad. Max viszont végre lazítani akar és bulizni készül. |                        |                                                                                       |                     |                      |
| 27. | "Ikrek" | Two                    | Jose Molina                                                                           | Allan Kroeker       | 2001. november 9.    |
| 27. | Egy kutyaszerű teremtmény szedi áldozatait a szektorrendőrök közül. Minden bizonyíték Joshua ellen mutat, és a rendőrség le is tartóztatja. Max azonban kizártnak tartja, hogy jámbor barátja gyilkolni tudna, ezért kiszabadítja őt és együtt indulnak a gyilkos után. Alec ezalatt Jam Pony-s állását kihasználva szteroidokat árul a feketepiacon, ezt azonban a helyi bűnözők nem nézik jó szemmel. |                        |                                                                                       |                     |                      |
| 28. | "Javítás szükséges" | Some Assembly Required | Robert Doherty                                                                        | Nick Marck          | 2001. november 16.   |
| 28. | Max úgy tudja, hogy Zack véget vetett életének, hogy megmentse őt, ezért sokkolva nézi a Logantől kapott felvételt, amin bátyja látható, miközben egy ismert bűnbanda tagjaival kifoszt egy üzletet. Kisvártatva kiderül, hogy Zack nem emlékszik múltjára, a Manticore átprogramozta őt, hogy végezzen A szempárral. |                        |                                                                                       |                     |                      |
| 29. | "Kopoltyús lány" | Gill Girl              | Marjorie David                                                                        | Brian Spicer        | 2001. december 7.    |
| 29. | Egy sellő akad a halászok hálójába, akik egy night clubnak adják el a lányt. A szokatlan teremtmény természetesen a Manticore szülötte, ezért White is feni rá a fogát. Max és Alec a lány segítségére sietnek. Hamarosan kiderül azonban, hogy nem csak ők akarják a sellőt megmenteni és ez nem kis bonyodalmakhoz vezet. |                        |                                                                                       |                     |                      |
| 30. | "A közeg maga az üzenet" | Medium Is The Message  | Michael Angeli                                                                        | Jeff Woolnough      | 2001. december 14.   |
| 30. | Egy kétségbeesett nő A szempár segítségét kéri, hatéves kisfiát ugyanis elrabolták. Logan és Max a nyomozás során azzal szembesülnek, hogy a gyermek White fia. A szövetségi ügynök azonban nem tűnik túl motiváltnak a gyermek megtalálásában. Kiderül, hogy a férfi annak a titkos szektának a tagja, aminek Lydecker akadt a nyomára, gyermekét pedig a szekta nevelésére bízta. |                        |                                                                                       |                     |                      |
| 31. | "Agyas" | Brainiac               | Chip Johannessen                                                                      | Stephen Williams    | 2002. január 11.     |
| 31. | A rendőrség bennfentes információk alapján hajtóvadászatot indít az S1W tagjai ellen. Max és Logan azt gyanítják, hogy a kékruhásokat a Manticore egy furcsa teremtménye, Brain segíti, aki egy egyszemélyes logisztikai egység. |                        |                                                                                       |                     |                      |
| 32. | "A Berrisford megbízás" | The Berrisford Agenda  | Moira Kirland Dekker                                                                  | Thomas J. Wright    | 2002. január 18.     |
| 32. | Max és Alec csomagot kézbesítenek Seattle egyik előkelő családjához, Alec azonban a szokottnál is furcsábban viselkedik. Hamarosan kiderül, hogy Alec korábban a Manticore megbízásából beépült a családba, megbízatása azonban tragédiába torkollott. |                        |                                                                                       |                     |                      |
| 33. | "Kölcsönkapott idő" | Borrowed Time          | Jose Molina                                                                           | David Straiton      | 2002. február 1.     |
| 33. | Max sikeres ellenszert talál a vírusra, azonban genetikus ismerőse felvilágosítja: a szer csak rövid ideig teszi lehetővé, hogy veszélytelenül érintkezhessen Logannel. Mindeközben a Manticore egy teremtménye emberekre vadászik Seattle utcáin, így a szerelmesek lehet, hogy ezt a rövid időt sem tölthetik el felhőtlenül. |                        |                                                                                       |                     |                      |
| 34. | "A Kikötő fényei" | Harbour Lights         | Robert Doherty                                                                        | Kenneth Biller      | 2002. február 8.     |
| 34. | Max lőtt sebet szerez, miközben egy kisgyereket próbál kimenteni a rendőrök és a bűnözők kereszttüzéből. Kórházba kerül, ahol ellátják, de vírusa leleplezi őt White előtt, és a járványügyi hivatal is felfigyel rá. |                        |                                                                                       |                     |                      |
| 35. | "Szerelem a vénákban" | Love In Vein           | Michael Angeli                                                                        | David Grossman      | 2002. március 8.     |
| 35. | Agresszív fiatalok egy csoportja garázdálkodik a Seattle-i éjszakában, nyakukon a Manticore jellegzetes vonalkódjával. Max igyekszik őket jó útra téríteni, hamarosan kiderül azonban, hogy a randalírozók nem Max "testvérei", valamilyen módon mégis kapcsolódnak a Manticore-hoz. |                        |                                                                                       |                     |                      |
| 36. | "Felecsdel" | Fuhgeddaboudit         | Julie Hess                                                                            | Morgan James Beggs  | 2002. március 15.    |
| 36. | Max, Logan és Alec is furcsa emlékezet-kihagyásokat tapasztalnak miközben a maffia könyvelőjét igyekeznek rávenni arra, hogy tanúskodjék főnöke ellen. |                        |                                                                                       |                     |                      |
| 37. | "Felkészítés" | Exposure               | Moira Kirland Dekker                                                                  | Stephen Williams    | 2002. március 22.    |
| 37. | Max és Logan egy kisvárosba utaznak, hogy kiszabadítsák White kisfiát a magukat "Ismerősöknek" nevező szekta karmaiból. Az "Ismerősök" azonban épp a gyermek beavatására készülnek, hogy apja nyomdokába léphessen. |                        |                                                                                       |                     |                      |
| 38. | "Hello, viszlát!" | Hello, Goodbye         | Cindi Grossenbacher és Jose Molina (story & teleplay)                                 | Jeff Woolnough      | 2002. április 5.     |
| 38. | Egy majdnem végzetessé váló érintés után Max úgy dönt, hogy megszakít minden kapcsolatot Logannel, Joshua ezzel szemben épp ekkor kezd rátalálni a szerelemre egy vak lány, Annie személyében. Alecet pedig letartóztatják egy még Ben által elkövetett gyilkosság miatt. |                        |                                                                                       |                     |                      |
| 39. | "Kánikulai délután" | Dawg Day Afternoon     | Robert Doherty                                                                        | Kenneth Biller      | 2002. április 12.    |
| 39. | Max kénytelen megszegni fogadalmát, hogy elkerüli Logant, amikor Joshuát a génmanipulált-gyűlölők - a rendőrség és a sajtó támogatásával - üldözőbe veszik. |                        |                                                                                       |                     |                      |
| 40. | "Gyengeség" | She Ain't Heavy        | Michael Angeli és Robert Doherty                                                      | Allan Kroeker       | 2002. április 19.    |
| 40. | Max úgy dönt, hogy elhagyja Seattle-t, White viszont megtalálja a lány klónját, s megzsarolja: vagy segít neki Max elfogásában, vagy elveszíti családját. Logan menekülni kényszerül, amikor ellenségeinek végre sikerül megtalálni lakását. |                        |                                                                                       |                     |                      |
| 41. | "Rúnákba rejtett szeretet" | Love Among The Runes   | Moira Kirland Dekker és Jose Molina                                                   | James Whitmore, Jr. | 2002. április 26.    |
| 41. | Logan Joshua lakásában rendezi be új főhadiszállását. A génmanipuláltak pedig kezdenek berendezkedni Seattle biológiai csapás sújtotta városrészében, mely csak az ő szervezetükre veszélytelen.Max testén pedig rejtélyes módon ősi írásjegyek kezdenek feltűnni. |                        |                                                                                       |                     |                      |
| 42. | "Szörnyek nemzete" | Freak Nation           | Ira Steven Behr & René Echevarria (teleplay) James Cameron & Charles H. Eglee (story) | James Cameron       | 2002. május 3.       |
| 42. | Max és Alec kénytelenek felfedni igazi mivoltukat a Jam Pony emberei előtt, amikor Joshua és három másik génmanipulált ott keresnek rejtekhelyet a rendőrség és a felhergelt civilek elől. Ostromhelyzet alakul ki, az Ismerősök fő szerve, a Konklávé pedig elit harcosokat küld Max elfogására. |                        |                                                                                       |                     |                      |